# Bosznia-hercegovinai U21-es labdarúgó-válogatott
A Bosnyák U21-es labdarúgó-válogatott Bosznia-Hercegovina korosztályos labdarúgó válogatottja, melyet a Bosznia-hercegovinai labdarúgó-szövetség irányít. A válogatott részt vesz az UEFA által szervezett korosztályos európai tornán - U21-es labdarúgó-Európa-bajnokság - melyet két évente rendeznek.
A korosztályos európai tornákra még nem sikerült kijutniuk. 2007-ben Csehország U21-es válogatottja ellen ez elérhették volna a rájátszásban, ám a idegenben 2:1-re kikaptak, Szarajevóban pedig 1:1-es döntetlent értek el, így a csehek jutottak ki a tornára.
A bosnyákok legemlékezetesebb eredménye 2002. október 10-én a német U21-es válogatott ellen volt, amikor Zenica városában, a Bilino Polje stadionban 5:1 arányú győzelmet arattak ellenük.

## U21-es labdarúgó-Európa-bajnokság
- 1978–1994:
- 1996: nem indult
- 1998: nem jutott ki
- 2000: nem jutott ki
- 2002: nem jutott ki
- 2004: nem jutott ki
- 2006: nem jutott ki
- 2007: nem jutott ki
- 2009: nem jutott ki
- 2011: nem jutott ki
- 2013: nem jutott ki
- 2015: nem jutott ki

## Jelenlegi keret
| Szám | Poszt | Név              | Születési dátum / Kor          | Válogatottság | Gólok | Klub           |
| ---- | ----- | ---------------- | ------------------------------ | ------------- | ----- | -------------- |
| 22   | K     | Ivan Tirić       | 1993. április 15. (31 éves)    | 3             | 0     | Rudar Kakanj   |
| 12   | K     | Kenan Pirić      | 1994. július 7. (30 éves)      | 2             | 0     | Gradina        |
| 1    | K     | Kristijan Jajalo | 1993. március 4. (32 éves)     | 2             | 0     | Dinamo Zagreb  |
| 11   | V     | Muhamed Bešić    | 1992. szeptember 10. (32 éves) | 11            | 2     | Ferencváros    |
| 14   | V     | Dino Bevab       | 1993. január 13. (32 éves)     | 4             | 0     | Zagreb         |
| 3    | V     | Stipe Marković   | 1993. december 3. (31 éves)    | 3             | 0     | Široki Brijeg  |
| 5    | V     | Ognjen Petrović  | 1993. október 18. (31 éves)    | 3             | 0     | Javor Ivanjica |
| 6    | V     | Adnan Kovačević  | 1993. szeptember 9. (31 éves)  | 3             | 0     | Travnik        |
| 4    | V     | Danijel Graovac  | 1993. augusztus 8. (31 éves)   | 3             | 0     | Zrinjski       |
| 13   | V     | Sead Hajrović    | 1993. június 4. (31 éves)      | 2             | 0     | klub nélkül    |
| 2    | V     | Sead Jakupović   | 1992. november 17. (32 éves)   | 2             | 0     | Winterthur     |
| 10   | KP    | Srđan Grahovac   | 1992. október 19. (32 éves)    | 16            | 2     | Banja Luka     |
| 8    | KP    | Sanjin Prcić     | 1993. november 20. (31 éves)   | 5             | 0     | Sochaux        |
| 18   | KP    | Dušan Jevtić     | 1992. március 29. (32 éves)    | 4             | 0     | 1860 Munich    |
| 15   | KP    | Haris Duljević   | 1993. november 16. (31 éves)   | 4             | 1     | Olimpic        |
| 16   | KP    | Gojko Cimirot    | 1992. december 19. (32 éves)   | 4             | 0     | Sarajevo       |
| 21   | KP    | Aldin Čajić      | 1992. szeptember 11. (32 éves) | 4             | 2     | Teplice        |
| 23   | KP    | Filip Arežina    | 1992. november 18. (32 éves)   | 4             | 0     | Zrinjski       |
| 17   | KP    | Anid Travančić   | 1993. szeptember 7. (31 éves)  | 2             | 0     | Čelik          |
| 7    | CS    | Jasmin Mešanović | 1992. június 21. (32 éves)     | 8             | 3     | Čelik          |
| 9    | CS    | Marko Maletić    | 1993. október 25. (31 éves)    | 4             | 1     | Stuttgart      |
| 19   | CS    | Petar Kunić      | 1993. július 15. (31 éves)     | 3             | 1     | Dukla Prague   |
| 24   | CS    | Mirza Ćemalović  | 1993. július 6. (31 éves)      | 2             | 0     | Velež          |